# Andalo Valtellino
Andalo Valtellino (Andel in dialetto valtellinese, pronuncia /'andel/, AFI: [ˈãːdel]) è un comune italiano di 601 abitanti della provincia di Sondrio in Lombardia, situato ad ovest della provincia.

## Storia
Il comune fu creato dai Grigioni nel 1778 per distacco da Rogolo.

### Simboli
Lo stemma del Comune di Andalo Valtellino è stato concesso con decreto del presidente della Repubblica dell'11 settembre 1996.

## Società

### Evoluzione demografica
Abitanti censiti